# 花园镇 (孝昌县)
花园镇，是中华人民共和国湖北省孝感市孝昌县下辖的一个行政建制镇。
中華民國大陸時期，花园镇属孝感县。20世纪初，平汉铁路和襄（阳）花（园）公路相继通车之后，花园镇成为沟通周边数县几十个乡镇的交通枢纽和商贸中心，是为鄂北重镇。花园镇傍澴河，依平汉铁路，南距武漢三鎮仅百余公里。又因“北控武胜雄关、南扣武汉大门”的地理位置，成为当时各方军事势力争夺之地。
1949年5月10日，在花园镇孙家畈祠堂正式成立中共湖北省委、省政府和湖北军区。6月，党政军机关陆续迁往武汉市武昌办公。
1993年，撤销孝感地区、县级孝感市，设立孝感市（地级）。以县级孝感市辖区分设孝南区、孝昌县。花园镇为孝昌县人民政府驻地。

## 行政区划
花园镇下辖以下地区：
花园社区、冯山社区、殷家墩社区、桥南社区、城东社区、襄花村、洞山村、建筑村、明华村、坡武村、陈林村、中心村、白莲村、欧河村、中胡村、南桥村、晏河村、晏砦村、一致村、孙湾村、高潮一村、高潮二村、高潮三村、雅雀李村、新屋村、年丰村、苗圃村、高联一村、高联二村、高联三村、高建村、高顺一村、高顺二村、长胜村、光华村、联建村、常丰村、龙井村、火星村和松林岗村。

## 交通
- 京广铁路：花园站